# Lukaniko

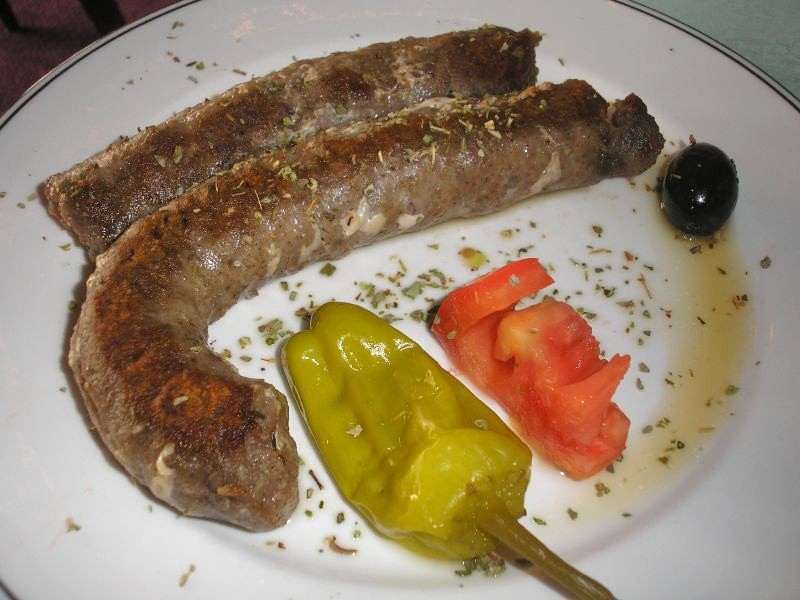
Loukaniko lemonato.

Lukaniko o loukaniko (λουκάνικο) es el nombre griego para la salchicha de cerdo, habitualmente algo seca.
En la cocina griega existen diferentes tipos de salchicha, pero quizá la más conocida se la aromatizada con semillas de hinojo y cáscara de naranja, a veces ahumada. También son populares las aromatizadas con verduras, especialmente con puerro.
El lukaniko se sirve a menudo como mezze, en rodajas y frito, a veces con saganaki. También se incluye como ingrediente en diversos platos.
El nombre procede de la lucanica de la Antigua Roma y ha sido usado en griego desde al menos el siglo IV.